# Irio De Paula
Pour les articles homonymes, voir Paula.
Irio de Paula, de son nom complet Irio Nepomuceno de Paula (né le 10 mai 1939 à Rio de Janeiro et mort le 23 mai 2017 à Rome) est un auteur-compositeur-interprète et guitariste brésilien naturalisé italien.

## Biographie
Né à Rio de Janeiro le 10 mai 1939, Irio De Paula arrive en Italie dans les années 1970 pour collaborer avec Chico Buarque pour le disque Per un Pugno di Samba.
Durant les années 1970, il arrive en Italie à la suite de la chanteuse Elza Soares et,  en tant que musicien de studio, il collabore à de nombreux enregistrements. Sa participation à Per un pugno di samba (it), un long play réalisé à Rome par Chico Buarque de Hollanda, avec des arrangements d'Ennio Morricone, est significative. Avec Vieira, Mandrake et Giorgio Rosciglione à la contrebasse, Irio De Paula enregistre Balanço, sa première œuvre comme guitariste en Italie.
En 1973, il écrit la chanson Criança (enfant), qui est devenue la musique du film Les Dernières Neiges de printemps (L'ultima neve di primavera).
Avec sa guitare, il accompagne plusieurs artistes comme Chico Buarque, Sergio Mendes, Elza Soares, Baden Powell ou encore Astrud Gilberto.

## Discographie
- 1966 - Brasil 40° (avec le Grupo Brasil 40 Graus)
- 1967 - America Do Sul (avec le Juares Santana Group)
- 1970 - Per Un Pugno di Samba (Chico Buarque avec Ennio Morricone et IdP)
- 1972 - Balanço (comme IDP Quarteto)
- 1973 - Amico Flauto (Gino Marinacci, Armando Trovajoli, IdP)
- 1974 - Maracanà (IDP Trio)
- 1974 - Jac's Antology (Sal Nistico, Steve Grossman, IDP Group)
- 1975 - Jazz a confronto (Dannie Richmond, Don Pullen, IDP Group)
- 1976 - Casinha Branca (IDP Trio avec l'orchestre de C. Santucci)
- 1976 - Trio (De Paula-Urso-Vieira)
- 1976 - Manaus (De Paula-Urso-Vieira)
- 1982 - Brasil Jerimum (T. da Costa, IDP)
- 1982 - Saudade Do Brasil (IDP)
- 1983 - Samba No Violao (IDP solo)

- 1984 - Triangoli (De Paula-Urso-Mazzei)
- 1986 - Amicale (IDP Quartet & Fasciano)
- 1987 - Nossa Amizade (IDP & Cidinho Teixeira)
- 1988 - Onirikos (Samambaja Group & IDP)
- 1988 - Il Brasile di De Moraes, B.Powell, Jobim, Lobo.. (IDP solo)
- 1988 - Doce Violao (IDP solo)
- 1989 - Mc Collection (IDP solo)
- 1990 - At The Green Leaves (IDP Quartet)
- 1993 - Branco e preto (IDP Quartet)
- 1995 - Sozinho (IDP solo)
- 1995 - Delicatessen (IDP & Renato Sellani)
- 1996 - Jazz-samba ao vivo - (IDP solo) (live au théâtre Rossini de Pesaro)
- 1997 - Valeu! - (IDP violon acoustique, électrique, basse, percussion, voix)
- 1997 - Viagem (IDP solo)
- 1998 - Retrato Do Rio (en live à Rio de Janeiro)
- 1998 - Dança do cafè (en live)
- 1999 - Live At The Brass Group Jazz Club (en live à Acireale)
- 1999 - Live Collection Vol.1 (IDP - R. Brecker - M. Maineri)
- 1999 - Sem Batera (IDP - Vannucchi - Rosciglione)
- 1999 - Live al Festival Jazz di Chioggia '96 (IDP quartette) (en live à Chioggia)
- 2000 - West Orange (I. De Paula & N.Y. Friends) (enregistré à New York)
- 2000 - Sarava' Jobim (gravé à New York avec arcs)
- 2000 - Ainda Sozinho (IDP solo)
- 2001 - Encontro (IDP & Phil Woods à la clarinette)
- 2001 - Sossego (IDP & R. Sellani)
- 2002 - Ubijazz 2001 - Live At Jazz Café
- 2002 - Duas Contas (IDP & Lee Konitz)
- 2002 - Jazz in The House (IDP - J. Cobb - M. Faraò - P. Benedettini) (en live à Pise)
- 2002 - Con alma - (IDP & Franco D'Andrea) (en live au théâtre L. Rossi)
- 2003 - Sem Batera 2002 - (IDP - M. Faraò - A. Zunino)
- 2003 - Amigo Baden - (IDP solo)
- 2003 - Just Friends - (IDP, R. Sellani Trio, Gianni Basso)
- 2003 - Duetando - (IDP & amigos)
- 2003 - Once I Loved - (IDP & F. Bosso)
- 2004 - Recado - (IDP & G. Basso)
- 2004 - Lembrando Wes Montgomery (IDP violon électrique, orgue, batterie, vibraphone)
- 2004 - Bate Papo - Dois violoes (IDP & Roberto De Paula)
- 2004 - Four for jazz - (IDP - F. Bosso - M. Moriconi - T. Manzi)
- 2005 - Sozinho Ao Vivo (en live au théâtre L.Rossi et Cicconi)
- 2006 - Blues for New Orleans (IDP & Phil Woods)
- 2006 - O amor em paz - (IDP & Gianni Basso)
- 2007 - Choros Cariocas (ukulélé - guitares 6 et 7 cordes - tambourin)
- 2007 - Viajando (IDP violon acoustique - 11 chansons originales)
- 2007 - Trio SambaJazz (IDP violon électrique + basse électrique + batterie)
- 2007 - Retrato do Rio (IDP & amis brésiliens)